# بوب هيغينز (بواق)
بوب هيغينز (بالإنجليزية: Bob Higgins)‏ هو بواق أمريكي، ولد في 21 أبريل 1925.